# Avengers Disassembled
Распад Мстителей (англ. Avengers Disassembled, упоминаемое в некоторых участвующих сериях как «Распад» (англ. Disassembled) — событие-кроссовер между несколькими сериями Marvel Comics. Общая идея в том, что первостепенных героев (Мстители, Человек-паук и Фантастическая четвёрка) атакуют не только физически, но и эмоционально. Автор Брайан Майкл Бендис сообщил в статье на сайте Newsarama, что этот кроссовер от других отличает то, что «переживут его не все». Метка «Распад» — это ссылка к боевому кличу Мстителей, «Мстители: Общий сбор!».
Серия сосредоточена на Мстителях, и это вытекает в личные кризисы Тора, Капитана Америки и Железного человека. Истории Человека-паука и Фантастической четвёрки под меткой «Disassembled» отношения к ней не имеют и разделяют лишь заглавие «Распад».
Действующими членами команды Мстителей во время событий «Хаоса» (часть «Распада Мстителей» в Avengers) были Алая ведьма, Вижн, Железный человек, Женщина-Халк, Жёлтый жакет, Капитан Америка, Капитан Британия (Келси Ли), Оса, Сокол, Человек-муравей и Соколиный глаз.

## Сюжет
История начинается с того, что сенсоры Особняка Мстителей предупреждают команду о нарушителе, быстро опознанном как Червовый валет, который погиб, спасая жизнь дочери Человека-муравья, Кесси Лэнг. Валет, по непонятной причине, взрывается, убив Человека-муравья (Скотт Лэнг) и разрушив половину особняка. Вижн врезается в особняк на Квинджете, и оказывается, что внутри него находилась небольшая армия роботов-Альтронов, которые нападают на выживших. В ходе нападения Женщина-Халк впадает в бешенство и, в результате, разрывает Вижена на куски. После этой первой волны атак в особняк прибывает большинство предыдущих Мстителей (даже резервные члены, вроде Человека-паука) и другие герои, такие как Сорвиголова. В небе появляется огромный боевой флот инопланетных кораблей, который начинает сеять хаос. Под конец раненый Соколиный глаз жертвует жизнью, чтобы спасти друзей, уничтожив корабль вторгшихся крии.
В конце выясняется, что за этими, казалось, случайными атаками стояла Алая Ведьма. Потеря её детей несколько лет назад довела её до безумия; дети на самом деле были магическими конструкциями, которые Ведьма создала из сущности демона Мефисто. Поскольку каждый раз, когда она использовала свои силы в большой мере, это вызывало незаметные искажения реальности, продолжающееся их применение доводило её до всё большего безумия, пока, наконец, она не сошла с ума, веря что Мстители «забрали» у неё детей и хотят сделать это снова. В последнем столкновении Мстителям — с помощью Доктора Стрэнджа — удаётся остановить Ванду, которую затем забирает её отец Магнето, который признаёт, что был не очень хорошим отцом.
Несколько месяцев спустя Мстители собираются на развалинах особняка. Ртуть объясняет, что случилось с его сестрой (Алой Ведьмой), а Железный человек сообщает, что Мстители не могут собраться снова из-за отсутствия средств на восстановление после катастрофы такого уровня. Расходясь, все Мстители обсуждают одни из своих любимых моментов в своей истории, такие как их первый сбор, обнаружение Капитана Америки, Война крии и скруллов, свадьба Вижена и Алой Ведьмы, сражение с Майклом Корваком и кризис с Неограниченным Ультроном. Разделяющуюся команду приветствует большая толпа людей, которые благодарят Мстителей за всё, что те сделали за эти годы.

## Последствия
После «Распада Мстителей» были созданы две новые серии про Мстителей. Серия «New Avengers» (Новые Мстители) заменила серию Avengers (с нового №1 в декабре 2004), которая закончилась на выпуске № 503 и Avengers Finale (ноябрь 2004). Над этим новым комиксом работали сценарист Брайен Бендис и художник Дэвид Финч. Другой серией, начавшейся в феврале 2005, была «Young Avengers» (Молодые Мстители), о супергероях-подростках, каждый из которых (кроме Соколиного глаза) был как-то связан с наследием Мстителей. Этот комикс писал Алан Хейнберг и рисовал Джим Чёнг. В июле 2010 создатели возродили группу в серии «Avengers: The Children’s Crusade» (Мстители: Крестовый поход детей), являющейся продолжением к «Распаду» и «Дому М» (House of M).
Сюжетная линия Алой Ведьмы продолжилась на страницах «Excalibur» (Экскалибур), где Магнето и Профессор Икс безуспешно пытались ей помочь. Это, в свою очередь, привело к минисерии и кроссоверу «Дом М», также написанному Бендисом.
Сейчас этот кроссовер считается первым звеном в долгой цепи событий, включающей День М, Опустошение, Гражданскую войну, Мировую войну Халка, Комплекс мессии, Тайное вторжение, Тёмное правление и Утопию. Все эти мрачные события подводят к «Осаде» (Siege), написанной Брайаном Майклом Бендисом в 2010, выливающейся в новую Эру героев Marvel, и «Люди Икс: Второе пришествие» (X-Men: Second Coming) Кристофера Йоста и Крэйга Кайла, где начнётся медленное возрождение населения земных мутантов.

## Список выпусков кроссовера
- Avengers #500-503 (основная история)
- Avengers Finale (эпилог)
- Captain America том 4 #29-32 (последствия)
- Captain America and the Falcon #5-7 (пролог)
- Excalibur том 3 #8 (параллельная история)
- Fantastic Four #517-519 (последствия)
- Iron Man том 3 #84-85 (пролог) и #86-89 (последствия)
- She-Hulk #11 (последствия)
- Spectacular Spider-Man том 2 #15-20 (пролог)
- Thor том 2 #80-81 (пролог) и #82-85 (параллельная история)

Хотя и не помечены как часть кроссовера, события серии Stormbreaker: The Saga of Beta Ray Bill являются прямым продолжением истории в Thor.

## Последующие ссылки на сюжет

### Распад Новых Мстителей
Хотя она не связана напрямую с предыдущим сюжетом, 5-я арка Бендиса на New Avengers озаглавлена как «Распад Новых Мстителей» (New Avengers: Disassembled), ссылка на «Распад Мстителей». Она рассматривает влияние Гражданской войны (где супергерои были вынуждены зарегистрироваться с правительством под угрозой ареста) на Мстителей и то, как различные взгляды членов команды привели к её распаду. В трёх первых выпусках были представлены мнения по поводу Капитана Америки, Джессики Дрю и Люка Кейджа, все они были глубоко против регистрации. В двух следующих были представлены Часовой и Железный человек, которые были за регистрацию.

### Распад Мстителей: Инициатива
Как и пятая арка New Avengers, сюжет серии «Мстители: Инициатива» (Avengers: The Initiative) также ссылается на «Распад Мстителей», вкупе с меткой, похожей на оригинальную. Начиная с выпуска №21, история, первая в событии «Тёмное правление», фокусируется на последствиях неудачного Тайного вторжения скруллов и открытии, что и Инициатива 50 штатов, и Лагерь Хэммонда, где тренировали зарегистрированных героев, были частью плана скруллов. То, что Хэнк Пим был одним из героев, заменённых самозванцами-скруллами и что создание Инициативы было его идеей, сделало приоритетом Нормана Осборна радикальный пересмотр того, как Инициатива будет вписываться в новый порядок, теперь под эгидой МОЛОТ (в прошлом ЩИТ). Сюжет повествует о возвращении Рагнарока, убившего Билла Фостера клона Тора из серии Civil War, который, пробудившись, разрушает Лагерь Хэммонда. Его останавливают с помощью Новых Воинов, которые извлекают на свет тело погибшего кадета Майкла ван Патрика. Инициатива полностью дискредитирована в медиа, и Норман Осборн закрывает Лагерь Хэммонда. Одновременно с этим теневой отряд Инициативы оказывается брошенным на задании на произвол судьбы.

## Другие версии

### What If?
1 ноября 2006 Marvel выпустила спецвыпуск «Что если бы?» (What If?), показавший другой исход сюжета. В этой альтернативной реальности после событий серии Зверь, чувствуя что что-то не так, проводит расследование. Он и Боевая птица отправляются к Доктору Стрэнджу, который заявляет, что не в курсе произошедшего. Используя свои силы, Стрэндж видит событие и заявляет, что это, на самом деле, не он («Разумеется, магия хаоса есть... Я никогда бы не использовал Глаз так.»). Герои понимают, что Ванда использовала свою магию, чтобы убедить всех, что Стрэндж победил её и затем Магнето её забрал. Зверь, в конце концов, раскрывает, что это Капитан Америка, чей разум получил долговременное повреждение из-за десятилетий, проведённых во льду, заставил Ванду сделать это, используя смерти для её усиливания. Они преображают Геношу в мутантский рай, и Магнето сражается за свою дочь с Мстителями и Людьми Икс, которые все погибают, когда Шельма прерывает заклинание Алой Ведьмы. В конце Ванда и Кэп позволяют отправить себя в забвение, чтобы предотвратить дальнейший вред. Остаются только Шельма, Боевая птица, Зверь, Сокол, Циклоп, Железный человек и Доктор Стрэндж — именно они непосредственно сражались с Кэпом и Вандой — и страдающий от чувства вины Зверь осознаёт, что ему следовало бы оставить всё, как есть.

## Пародии

### Неверный сбор Мстителей Великих озёр
В минисерии GLA (2005), написанной Дэном Слоттом и нарисованной Полом Пеллетьером, заглавие первого выпуска «МВО: Неверный сбор» (GLA: Misassembled) было ироничной ссылкой на «Распад Мстителей». Сатиризируя комиксные смерти в этом сюжете, было объявлено, что в каждом выпуске GLA. Без сомнения, Дина Соар, новичок Кузнечик, белка Манки Джо и Привратник были убиты, а Мистер Бессмертный покончил с собой. Однако Привратник был воскрешён почти тут же, с обретением сил Жажды смерти, Манки Джо был заменён идентичной белкой по имени Типпи То, а Мистер Бессмертный оставался мёртвым всего несколько секунд. В последующих выпусках GLA появилось три других Кузнечика, и все они были убиты за несколько страниц, продолжая пародию.

### Cable & Deadpool#12
Дэдпул (Агенту Икс): «Чувак, у всех, кто носит ранец, есть сбрасывающий предохранитель, чтобы он не загорелся и тебе не пришлось лететь на звездолёты крии и взрываться. В смысле, естессно, кто этого не знает?»

## Проблемы в хронологии
- Замечание Доктора Стрэнджа, что магии хаоса не существует, весьма странно, поскольку одно время Стрэндж сам использовал её как свой основной источник силы и наблюдал её использование в нескольких других случаях.
- Непосредственно после события, в серии «Мстители западного побережья» (Avengers West Coast), было показано, что Ванда помнит, что её дети существовали и события, окружавшие их исчезновение; её воспоминания были убраны Агатой Харкнесс, но позже восстановлены, как выяснилось в Avengers West Coast Annual.

## Прочее
Сюжет «Распад Мстителей» был издан в России в Marvel. Официальная коллекция комиксов №4 «Мстители. Распад», а «Распад Новых Мстителей» в журнале «Marvel Команда» №87-90 под названием «Распад».